# Wielkoszczury
Wielkoszczury (Cricetomyinae) – podrodzina gryzoni z rodziny malgaszomyszowatych (Nesomyidae).

## Rozmieszczenie geograficzne
Plemię obejmuje gatunki zamieszkujące w Afryce.

## Systematyka
Gatunki należące do tej podrodziny były dawniej łączone z myszami (Murinae) lub chomikowatymi (Cricetidae), ze względu na podobieństwo zębów trzonowych. Anatomia worków policzkowych, cechy morfologiczne trzonowców i genetyka wspierają tezę, że jest to takson monofiletyczny.
Do podrodziny należą dwa plemiona:
- Cricetomyini A. Roberts, 1951
- Saccostomini A. Roberts, 1951